# マック・クリハラ
マック・クリハラ（Mack Kurihara、1932年12月4日 - 2023年1月22日）は、アメリカ合衆国のボクシング・トレーナー。ハワイ州ホノルル出身。両親は共に広島県出身の日系アメリカ人2世である。晩年はカリフォルニア州ロサンゼルス在住していた。
映画『ベスト・キッド』で主人公が師事する空手家、ミヤギを演じた俳優ノリユキ・パット・モリタは従兄弟にあたる。

## 人物
これまでに、ポール・バンキ（WBCスーパーバンタム級）、薬師寺保栄（WBCバンタム級）、戸高秀樹（WBAスーパーフライ級）など世界チャンピオンを6人育成した。日本では1994年と1999年にMVPトレーナー賞を2回受賞しており、前述の薬師寺と戸高らを育てたトレーナーとして国内で知られている。井岡弘樹、渡辺雄二にも一時的に指導した。
独自の理論に基づくハードトレーニングでも知られ、特にスパーリングを重要視した育成方針で有名。一般的にスパーリングはプロのボクサーであってもトレーニング日程の中である程度間隔をおいて行われるが、マックの弟子たちはほぼ連日休み無くスパーリングを行う。彼に師事した薬師寺が語るところによれば、試合から約2か月前から行われる合宿で連日4ラウンドから12ラウンド、合計すると200ラウンド以上のスパーリングを常にこなしていたという。
自宅があるロサンゼルスで指導に当たり、また2009年夏以降は薬師寺ジムにも属しており一定期間来日することがあった。トレーナーとしての弟子にはレイラ・アリのトレーナーを務めるダブ・ハスレーがいる。
2023年1月22日に脳内出血にて死去。90歳没。薬師寺によると、前日に転倒し頭を打って意識不明に陥り、日本時間22日朝に脳内出血により亡くなったという連絡が入ったという。

## エピソード
- 元々はボクシングの試合で選手の傷を手当てするカットマンをしていた。トレーナーに転向後、エディ・タウンゼントの元で育成のノウハウを学んでいた時期がある。
- 試合前に行う合宿中は選手と同じメニューの食事をとる。
- 1994年自身の62歳の誕生日に薬師寺が辰吉丈一郎を12R判定で破り世界王座統一。薬師寺勝利の瞬間に興奮のあまり「ロックンロール!ロックンロール!」と絶叫し周囲を苦笑させてしまった。（「ロックンロール」は作戦の暗号）